# Ponometia meskei
Ponometia meskei är en fjärilsart som beskrevs av Smith 1900. Ponometia meskei ingår i släktet Ponometia och familjen nattflyn. Inga underarter finns listade i Catalogue of Life.